# Kärleksmums

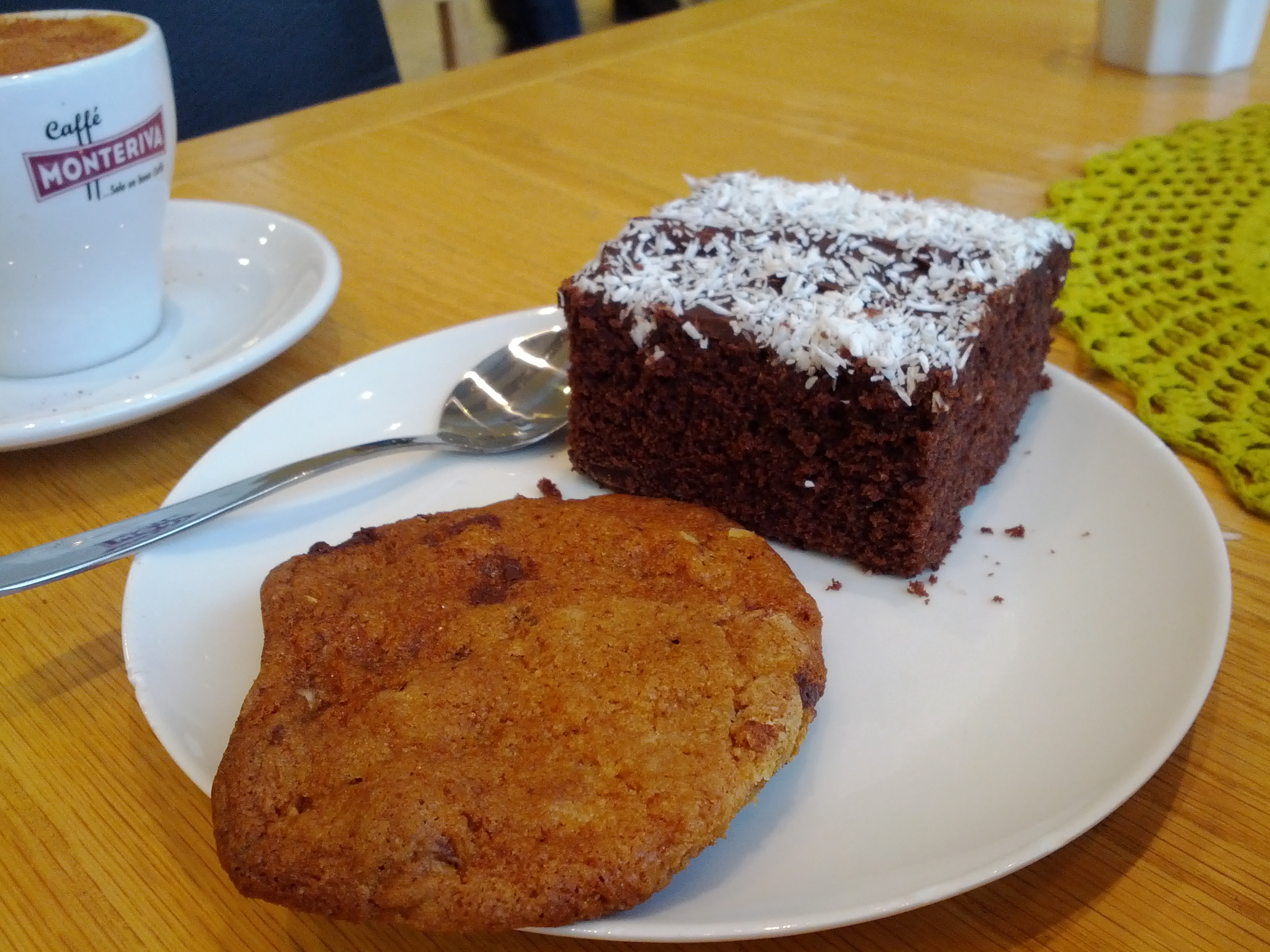
En kaka och en bit kärleksmums.

Kärleksmums är en mjuk kaka med chokladsmak och en speciell glasyr (gjord på smält fett, socker, kakao och kaffe) på. Kakan gräddas i långpanna och på glasyren strör man kokosflingor alternativt strössel.
Bakverket benämns även snoddas, mockarutor, chokladrutor,  kokosrutor eller fiffirutor. En sockerkaka med samma typ av glasyr/toppning är silviakaka.